# Eiphosoma nigrolineatum
Eiphosoma nigrolineatum är en stekelart som först beskrevs av Brulle 1846.  Eiphosoma nigrolineatum ingår i släktet Eiphosoma och familjen brokparasitsteklar. Inga underarter finns listade i Catalogue of Life.